# Niedersachsenhalle

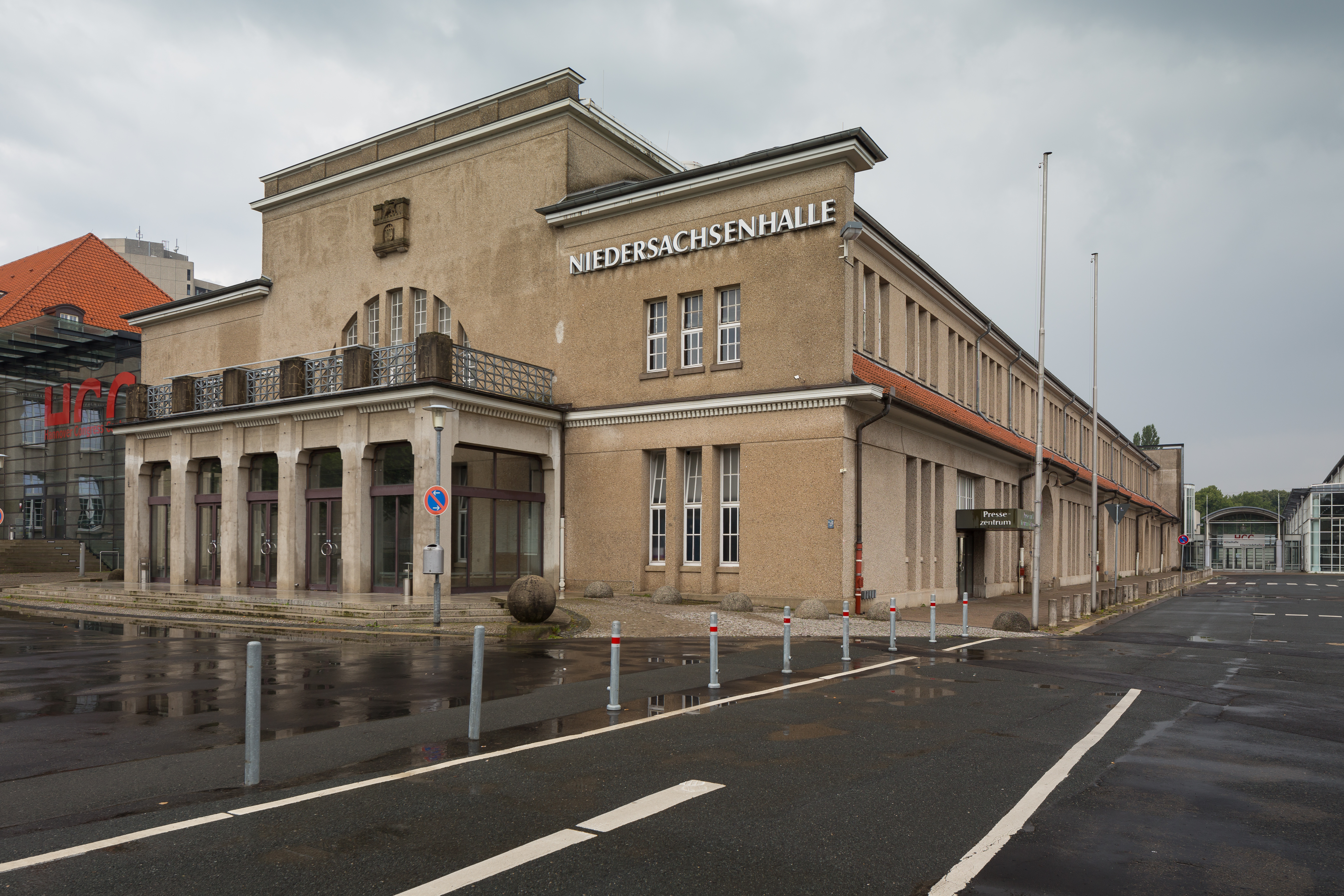
Die Niedersachsenhalle

Die Niedersachsenhalle ist eine Veranstaltungshalle in Hannover im Stadtteil Zoo in unmittelbarer Nähe des Stadtparks Hannover und der Eilenriede. Die Halle gehört zum Hannover Congress Centrum (HCC) und steht unter Denkmalschutz.

## Beschreibung
Die Niedersachsenhalle wurde 1911 bis 1914 nach Plänen der Architekten Paul Bonatz und Friedrich Eugen Scholer errichtet. Sie steht auf dem Theodor-Heuss-Platz nahe der Stadthalle. Die Niedersachsenhalle hat eine Größe von 1.627 m² und hat Sitzplätze für 1.500 Personen. Nach Beschädigungen im Zweiten Weltkrieg wurde sie unter Architekt Adolf Springer 1950 wiedererrichtet.
Überwiegend wird die Halle für Bankette, Tagungen oder Messen genutzt. In den 1950er bis 1990er Jahren wurde die Halle für Konzerte genutzt, zu Gast waren u.a: Metallica (1988), Europe (1989), Tina Turner (1985), Dio, Warlock, AC/DC, Eloy, Miles Davis und viele andere. Die Scorpions spielten im Rahmen ihrer Tournee zu ihrem ersten Album Lonesome Crow am 6. Juni 1972 eines ihrer ersten Konzerte als Professionelle Band in der Halle und hatten dort 1977 und 1978 weitere Auftritte.